# Ludwik Ruczka
Ludwik Ruczka (* 16. September 1814 in Szlachtowa, Galizien; † 30. November 1896 in Kolbuszowa) war ein polnischer römisch-katholischer Priester und Politiker. Er war Abgeordneter zum Österreichischen Abgeordnetenhaus und Abgeordneter zum Galizischen Landtag.

## Leben
Rucka wurde als Sohn des Zollbeamten Franciszek Ruczka in Szlachtowa in der heutigen Gemeinde Szczawnica im Bezirk Nowy Targ geboren. Er besuchte das Gymnasium in Przemyśl und setzte seine Ausbildung zwischen 1833 und 1835 an den Philosophischen Jahrgängen am Lyzeum in Przemyśl fort. Er studierte 1835 Rechtswissenschaft an der Universität Lemberg und besuchte 1836 das Priesterseminar in Tarnów. Danach studierte er zwischen 1837 und 1839 Theologie an der Universität Wien. 1839 empfing Ruczka die Priesterweihe. Er diente in der Folge ab September 1839 als Vikar in Olesno, wirkte im Dezember 1839 als Vikar in Wadowice und war 1840 wieder als Vikar in Olesno eingesetzt. 1842 war er Katechet an einer Normalschule, zwischen 1844 und 1847 wirkte er als Supplent für Kirchengeschichte und Kirchenrecht am Priesterseminar in Tarnów. Seine Ernennung zum Professor wurde 1846 wegen politischer Verdächtigung abgelehnt. 1848 wurde er zum Pfarrer und Propst von Kolbuszowa ernannt.
Ruczka war von 1861 bis 1867 Mitglied des galizischen Landtags und war zudem zwischen 1871 und 1895 Mitglied der Bezirksvertretung von Kolbuszowa. Er von 1861 bis 1865 sowie von 1873 bis 1896 Abgeordneter im Österreichischen Abgeordnetenhaus, wobei er dem Polenklub angehörte. Während seiner ersten Periode im Abgeordnetenhaus zwischen dem 11. Mai 1861 und dem 20. September 1865 hatte er ein Mandat der Landgemeinden in der Region um Jasło, Tarnów etc. inne, ab dem 10. November 1873 vertrat er über zwei Perioden bis 1885 den Wahlkreis des Großgrundbesitzes 6 von Rzeszów, Kolbuszowa, Nisko, Łańcut, Tarnobrzeg und Ropczyce. Ab dem 22. September 1886 vertrat er bis zu seinem Tod den galizischen Landgemeindenwahlkreis 7 (Ropczyce, Mielec, Radomyšl, Tarnobrzeg, Rozwadów). Als Abgeordneter setzte sich Rucza unter anderem für die in Russland inhaftierten Kriegsgefangenen des Januaraufstandes ein. So begann er im Herbst 1863 mit der stillen Unterstützung des österreichischen Außenministers Graf Johann Rechberg Vermittlungen zwischen Wien, Warschau und Petersburg herzustellen, um die Verbannten zu befreien. Ruczka registrierte insgesamt 846 Verbannte, deren Namen in Zeitungen publiziert wurden. Die russischen Behörden begannen aber erst 1865 mit der Entlassung der österreichischen Untertanen, die am Aufstand teilgenommen hatten.